# Klein (Montana)
Klein è un census-designated place degli Stati Uniti d'America, nello stato del Montana, nella Contea di Musselshell. Nel 2000 contava 188 abitanti.